# Tipula (Eumicrotipula) petiolaris
Tipula (Eumicrotipula) petiolaris is een tweevleugelige uit de familie langpootmuggen (Tipulidae). De soort komt voor in het Neotropisch gebied.